# Analekta
Analekta est un label discographique canadien de musique classique, basé à Montréal, au Québec. Fondé en 1987, le label produit essentiellement des enregistrements d'artistes canadiens.

## Histoire
Analekta est fondé en 1987 par François Mario Labbé, qui était déjà actif comme imprésario et producteur de concerts. Ne trouvant pas de maison de disques pour produire un enregistrement de la violoniste Angèle Dubeau, il décide de fonder sa propre entreprise qui serait consacrée aux artistes canadiens. Il s'est inspiré du modèle d'affaires de la maison française Erato.
Depuis la décennie 2000, Analekta investit considérablement dans le virage numérique. En 2010, elle lance une boutique de téléchargement qui rend disponible ses œuvres en plusieurs formats, dont le FLAC, un format « sans perte ». Analekta est considérée depuis sa création comme une des plus importantes compagnies de disques classiques indépendantes au Canada et en 2013 comptait parmi les 12 plus grandes étiquettes de disques classiques indépendantes au monde.
Le 4 avril 2022, Outhere Music un regroupement Belge d'étiquette de disques en musique classique fait l'acquisition d'Analekta.

## Nouvelles technologies
Analekta fut l’une des pionnières dans le domaine de la musique classique à développer une boutique en ligne permettant à ses visiteurs d’accéder en ligne à l’ensemble de son catalogue, avec près de 500 enregistrements disponibles en écoute gratuite, en CD et en téléchargement au format mp3 et FLAC.

## Artistes
Analekta s'est donné comme objectif d'aider les artistes classiques canadiens à se bâtir une carrière d'enregistrement internationale. Elle a produit plus de 700 albums, contenant quelque 7 000 œuvres et une production annuelle d'une trentaine d'enregistrements.
En 2004, le magazine Gramophone a écrit « Suite à l'inspiration originale de François Mario Labbé, le catalogue d'Analekta a été centré sur les artistes plutôt que le répertoire, réunissant un choix impressionnant de talents. » La Fédération internationale de l'industrie phonographique (IFPI) écrit en 2015 : « Analekta se place dans le top 10 des étiquettes indépendantes au Canada, tous genres confondus ».[réf. nécessaire]
Parmi les musiciens qui sont ou ont été associés à Analekta, on compte : la violoniste Angèle Dubeau, l'Orchestre symphonique de Montréal, le pianiste Charles Richard-Hamelin, l'Orchestre du Centre national des arts, , le claveciniste Luc Beauséjour, les pianistes Mathieu Gaudet et Louise Bessette, le baryton Philippe Sly, la flûtiste Nadia Labrie, la mezzo-soprano Julie Boulianne, l'Orchestre symphonique de Québec, la harpiste Valérie Milot, le pianiste Alain Lefèvre, le violoniste James Ehnes, la soprano Karina Gauvin, la contralto Marie-Nicole Lemieux, I Musici de Montréal, l'organiste Bernard Lagacé, le contre-ténor Daniel Taylor et, le baryton Gino Quilico, le duo violoncelle et marimba, Stick&Bow.

## Prix et distinctions
Jusqu'à 2013, Analekta a reçu 30 prix Félix, 9 prix Juno, 6 prix Opus et deux Cannes Classical Awards. Son fondateur François Mario Labbé a également reçu de nombreuses distinctions.